# Admirals de Norfolk (LAH)
Pour les articles homonymes, voir Admirals de Norfolk (homonymie).
Les Admirals de Norfolk sont une franchise professionnelle de hockey sur glace de la Ligue américaine de hockey. Ils font partie de la division Est dans l'Association de l'Est. Le club évolue dans la LAH de 2000 à 2015.

## Histoire
Les Admirals ont été créés en 2000. La ville accueillait précédemment les Admirals de Hampton Roads en ECHL de 1989 à 2000.
De 2000 à 2007, l'équipe a été affiliée aux Blackhawks de Chicago dans la Ligue nationale de hockey. En 2007, le Lightning de Tampa Bay devient l'équipe affiliée à Norfolk. L'équipe connaît sa meilleure saison en 2011-2012 où elle remporte le titre de champion de saison régulière. Lors de cette même saison, les Admirals remportent la Coupe Calder après avoir défait les Marlies de Toronto 4-0 en finale des séries éliminatoires. À la suite de cette saison, le Lightning annonce qu'il se sépare des Admirals au profit du Crunch de Syracuse. Les Ducks d'Anaheim, qui étaient affiliés au Crunch, se lient aux Admirals.
Le 29 janvier 2015, les Ducks annoncent le déménagement des Admirals à San Diego pour devenir les Gulls de San Diego à partir de la saison 2015-2016.

## Statistiques
| Saison    | PJ | V  | D  | N  | DP | DTB | BP  | BC  | Pts | Classement            | Séries éliminatoires          |
| --------- | -- | -- | -- | -- | -- | --- | --- | --- | --- | --------------------- | ----------------------------- |
| 2000-2001 | 80 | 36 | 26 | 13 | 5  | -   | 241 | 208 | 90  | 3e division Sud       | Éliminés au 2e tour           |
| 2001-2002 | 80 | 38 | 26 | 12 | 4  | -   | 222 | 205 | 92  | 1er division Sud      | Éliminés au 1er tour          |
| 2002-2003 | 80 | 37 | 26 | 12 | 5  | -   | 201 | 187 | 91  | 1er division Sud      | Éliminés au 2e tour           |
| 2003-2004 | 80 | 35 | 36 | 4  | 5  | -   | 172 | 187 | 79  | 5e division Est       | Éliminés au 1er tour          |
| 2004-2005 | 80 | 43 | 30 | 6  | 1  | -   | 200 | 188 | 93  | 3e division Est       | Éliminés au 1er tour          |
| 2005-2006 | 80 | 43 | 29 | -  | 4  | 4   | 259 | 246 | 94  | 3e division Est       | Éliminés au 1er tour          |
| 2006-2007 | 80 | 50 | 22 | -  | 6  | 2   | 301 | 257 | 108 | 3e division Est       | Éliminés au 1er tour          |
| 2007-2008 | 80 | 29 | 44 | -  | 2  | 5   | 213 | 267 | 65  | Derniers division Est | Non qualifiés                 |
| 2008-2009 | 80 | 33 | 38 | -  | 4  | 5   | 236 | 269 | 75  | 6e division Est       | Non qualifiés                 |
| 2009-2010 | 80 | 39 | 35 | -  | 3  | 3   | 208 | 214 | 84  | 4e division Est       | Non qualifiés                 |
| 2010-2011 | 80 | 39 | 26 | -  | 9  | 6   | 265 | 230 | 93  | 4e division Est       | Éliminés au 1er tour          |
| 2011-2012 | 76 | 55 | 18 | -  | 1  | 2   | 273 | 180 | 113 | 1er division Est      | Vainqueurs de la Coupe Calder |
| 2012-2013 | 76 | 37 | 34 | -  | 4  | 1   | 188 | 207 | 79  | 5e division Est       | Non qualifiés                 |
| 2013-2014 | 76 | 40 | 26 | -  | 3  | 7   | 201 | 192 | 90  | 3e division Est       | Éliminés au 2e tour           |
| 2014-2015 | 76 | 27 | 39 | -  | 6  | 4   | 168 | 219 | 64  | 5e division Est       | Non qualifiés                 |

## Entraîneurs
- Trent Yawney (2000-2005)
- Mike Haviland (2005-2008)
- Darren Rumble (2008-2009)
- Leigh Mendelson (2009-2010)
- Jim Johnson (2009)
- Jon Cooper (2010-2012)
- Trent Yawney (2012-2014)
- Jarrod Skalde (2014-2015)

## Titres
- Titres de division : 2001-2002, 2002-2003 et 2011-2012
- Titre de saison régulière : 2011-2012
- Coupe Calder : 2011-2012

## Logos

Admirals de Norfolk en 2001

## Records d'équipe

### En une saison
- Buts : 41 Troy Brouwer (2006-07)
- Aides : 72 Martin Saint-Pierre (2006-07)
- Points : 99 Martin Saint-Pierre (2006-07)
- Minutes de pénalité : 286 Mike Brown (2004-05)
- Buts par partie : 1,94 Craig Anderson (2002-03)
- Pourcentage d'arrêts : 92,3 % Craig Anderson (2002-03)

### En carrière
- Buts : 81 Brandon Bochenski
- Aides : 141 Marty Wilford
- Points : 185 Blair Jones
- Minutes de pénalité : 1 208 Shawn Thornton
- Victoires de gardien : 80 Dustin Tokarski
- Blanchissages : 18 Michael Leighton
- Nombre de parties : 409 Ajay Baines